# Burstup Holmes' Murder Case
Pour plus de détails, voir Fiche technique et Distribution.
Burstup Holmes' Murder Case (Burstup Holmes résout une affaire d'assassinat) est un film américain muet réalisé en 1913 par Alice Guy et produit par la Solax Film Company. Il parodie allègrement les films populaires sur Sherlock Holmes.

## Fiche technique
- Titre : Burstup Holmes' Murder Case
- Scénario :
- Réalisation : Alice Guy
- Production : Solax Film Company
- Lieu de tournage :
- Pays d'origine :  États-Unis
- Format : 35 mm, noir et blanc
- Genre : Comédie policière
- Durée : 13 minutes
- Métrage :
- Dates de sortie : 26 mars 1913

## Distribution
- Fraunie Fraunholz : Burstup Homes, détective
- Darwin Karr : Reggie Jellybone
- Blanche Cornwall : Mme Reggie Jellybone, son épouse